# Leihglocke
Leihglocke oder Patenglocke nennt man rund 1300 Glocken (ganz überwiegend Kirchenglocken) aus den ehemaligen deutschen Ostgebieten, die während des Zweiten Weltkriegs in den Westen des Deutschen Reichs geschafft wurden, um dort zu Kriegszwecken eingeschmolzen zu werden, die aber nicht eingeschmolzen wurden und bei Kriegsende in der britischen Besatzungszone lagerten.
Die britische Militärregierung verbot die Rückgabe an die nun unter polnischer Verwaltung und hinter dem „Eisernen Vorhang“ befindlichen Gemeinden, da Stalin die kommunistische Volksrepublik Polen etabliert hatte. Die Glocken wurden an westdeutsche Kirchengemeinden ausgeliehen. Nach dem Fall der Mauer und dem Zerfall des Ostblocks wurden die Leihglocken mehrheitlich zurückgegeben. 
Der polnische Historiker Marceli Tureczek (* 1979) hat 2009 bis 2011 im Rahmen eines Forschungsprojekts des Ministeriums für Kultur und nationales Erbe eine Liste solcher Glocken erstellt und weitere Schriften zum Thema Glocken veröffentlicht (siehe unten).
In Deutschland sind zahlreiche Kirchen geschlossen worden; ein Teil davon wurde abgerissen. Dadurch gibt es Glocken, die nicht mehr benötigt werden.
Mancherorts sind solche Glocken zu Gemeinden gelangt, die ihrerseits eine Leihglocke an die Gemeinde zurückgegeben haben, aus der diese während des Krieges geraubt worden war.